# Galopante
Le galopante est la technique de main la plus utilisée en capoeira. Il a été intégré à la regional par Mestre Bimba qui, à cette époque, appelait ce mouvement « sopapo galopante » (coup de poing galopant). Avant de désigner le coup de poing, « sopapo » était à l'origine le nom d'un tambour afro-brésilien fait d'écorce d'arbre et de cuir de cheval qui avait été créé par les esclaves noirs.
Ce coup est originellement destiné à frapper à l'oreille pour faire exploser le tympan de l'adversaire, même s'il est plus souvent appliqué comme une simple gifle.

## Technique
Les doigts de la main doivent tous être fermement collés les uns aux autres. Cela évite de les casser en cas de choc.
La main doit être légèrement fermée de manière que le pouce atteigne l'articulation des 2 premières phalanges de l'index de sorte à former une sorte de louche/coquillage (concha en portugais). Cette forme un peu concave de la main crée un effet ventouse qui augmente l'efficacité de la technique.
Pour réaliser un galopante, il ne suffit pas de tourner le bassin avant de relâcher le bras comme on le fait dans la majorité des sports de combat. Le mouvement de bassin précède celui de l'épaule, que l'on projette en avant pour rajouter de la force centripète.
La main qui restait à l'arrière part alors avec l'élan du haut du corps, qui a puisé le sien dans le bas du corps. Au moment de l'impact, le coude doit impérativement être perpendiculaire à la direction du coup. C'est-à-dire que l'avant-bras doit être à l'horizontale, ce qui évite de se blesser au niveau du coude.
La main qui ne frappe pas protège le côté du visage opposé à celui de la main qui frappe, puisque l'épaule de celle-ci protège déjà en bonne partie l'autre côté, par le fait qu'on l'ait avancée.